# 努伊克
努伊克（法語：Nouic，法語發音：[nwik]）是法国新阿基坦大区上维埃纳省的一个市镇，属于贝拉克区。

## 地理
努伊克（46°3'36"N, 0°55'11"E）面积35.95 平方千米，位于法国新阿基坦大区上维埃纳省，该省份为法国中西部省份，北起顺时针与安德尔省、克勒兹省、科雷兹省、多爾多涅省、夏朗德省和维埃纳省接壤。
与努伊克接壤的市镇（或旧市镇、城区）包括：蒙特罗莱、圣克里斯托夫、布隆、瓦勒迪苏瓦尔、蒙特罗勒塞纳尔、莫特马尔。

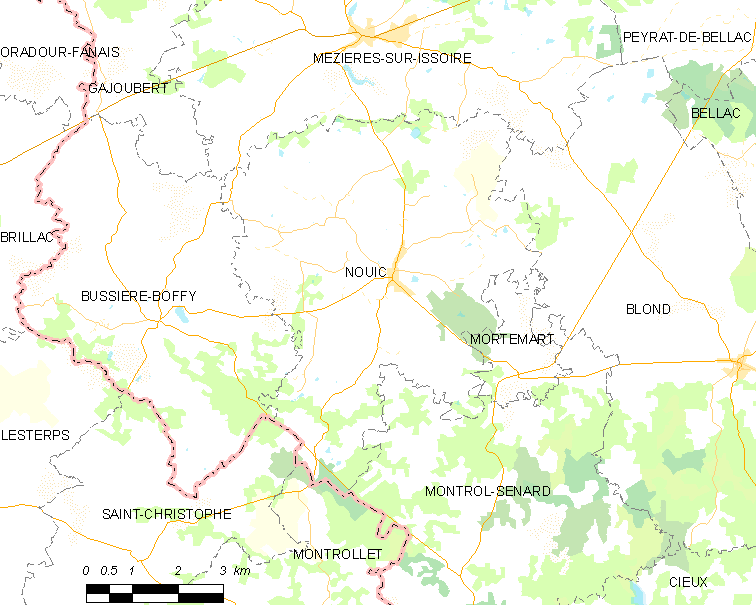
努伊克的OSM定位图

努伊克的时区为UTC+01:00、UTC+02:00（夏令时）。

## 行政
努伊克的邮政编码为87330，INSEE市镇编码为87108。

## 政治
努伊克所属的省级选区为贝拉克县。

## 人口

1962-2008年间努伊克人口变化图示

努伊克于2022年1月1日时的人口数量为430人。